# Linda Lark
Linda Lark est un personnage de Dell Comics créé en 1961 par John Stanley (scénario) et John Tartaglione (dessins).

## Contexte
Sans être fréquent, le personnage de l’infirmière est assez récurrent dans le comics, davantage en tout cas que dans la bande dessinée francophone[réf. nécessaire]. La première héroïne du genre est sans doute Nellie qui de 1945 à 1952 fréquentera Atlas Comics, le futur Marvel. À cette bande comique succédera, toujours dans le même groupe, Linda Carter dans un registre réaliste cette fois. Bien avant Urgences, Nip/Tuck et autres    La Vie à tout prix, la télévision avait des médecins comme héros du petit écran. Du milieu des années 1950 au début des années 1960 on compte ainsi plusieurs émissions importantes dont la plupart se verront traduites en comics : Dr Hudson’s Secret Journal (1955-57), Ben Casey (1961-66), Dr Kildare (1961-1966), The Nurses (1962-67), etc.
Le monde médical a donc le vent en poupe. Il a de plus une étonnante plasticité. Il offre bien sûr la dramaturgie traditionnelle de la lutte entre la vie et la mort avec tous les aspects philosophiques voire métaphysiques qui s’y rattachent. Mais il peut servir de cadre aux histoires policières, romantiques, forcément « impossibles » entre le mandarin et la jeune infirmière, voire fantastiques. Sans parler, bien sûr, du personnel médical affecté à des missions d’urgence en guerre ou face à des catastrophes naturelles.
Linda Lark va plus ou moins tenter de jouer sur ces différents ressorts. C’est de plus une héroïne, ce qui ne peut que capter un lectorat féminin. Dans un univers où l’égalité des sexes est loin d’être atteinte dans la vie professionnelle à l’époque, faire d’une infirmière une héroïne est largement crédible et valorisant.
Dell va tenter la diversification avec Private Secretary mais la salle de réunion n’avait pas le charme de la salle d’opération et l’affaire sera soldée après deux numéros.
En attendant c’est John Stanley, habile routier, des comics qui fut chargé de mettre sur pied la charmante infirmière.

## Publications

### Linda Lark Student Nurse
#1 (décembre 1961)

Scénario : John Stanley Dessin : John Tartaglione
- Look out! -6 planches
- Hi, Linda! May I watch? -6 planches
- Linda! So this is where you're hiding! -9 planches
- Like a giraffe falling off a cliff! -6 planches
- Miss Stahk! The admitting office... -4 planches. L’action est mise davantage sur Charley Stahk, une amie de l'héroïne, que sur Linda elle-même.

### Linda Lark Registered Nurse
#2 (1962)
- sans titre -10 planches
- sans titre - 5 planches
- sans titre - 7 planches
- sans titre - 3 planches
- Tramp Doctor - 5 planches. Cette histoire ne fait pas partie de la saga de Linda Lark. Il s'agit d'un médecin qui habite dans les Fidji.

#3 (avril 1962)

Scénario : John Stanley Dessin : John Tartaglione
- Shadow over General Hospital -27 planches
- Tramp Doctor - 4 planches. Nouvelle aventure du docteur.

#4 (1962)
- Ship of fear -27 planches
- Tramp Doctor : The Fugitives - 4 planches.

#5 (septembre 1962)
Scénario : John Stanley Dessin : John Tartaglione
- Overseas Volunteer -27 planches
- Tramp Doctor  - 4 planches.

### Nurse Linda Lark
#6 (février 1963)
Scénario : John Stanley Dessin : John Tartaglione
- Highschool Sweetheart -27 planches
- Tramp Doctor : Tidal Wave - 4 planches

#7 (mai 1963)
Scénario : John Stanley Dessin : John Tartaglione
- TV Star -27 planches
- Tramp Doctor : The General - 4 planches